# Maris Crane
Maris Crane, Maris, är en karaktär i TV-serien Frasier. Hon blev känd i serien eftersom hon aldrig syns eller hörs (undantag tre tillfällen då hon bara syns som hastigast eller när hon är dold bakom någonting). 
Hon är presenterad som Niles fru och nämns ofta i serien men man får aldrig se henne "på riktigt". Maris framställs som mycket egendomlig med sina udda vanor och sin typiska nonchalanta, ignoranta och kyliga stil. 

## Bakgrund och biografi
Maris föddes 1952 i Seattle. Hennes far var känd som "The Commodore", kommendören, och hon har minst två systrar, en av dem med namnet Bree. Som barn var Maris ganska kraftig, men sedan, efter en stor bantning, blev hon mycket smal - så smal att hon inte kunde få upp vikten tillräckligt när hon ville bli ballerina. Hon stal även ett krucifix från Vatikanen när hon var ung. Maris bodde i hennes familjs residens, som tillhört familjen i fyra generationer. 
En stor gren av hennes familjeträd slaktades av hugenotterna för många år sedan. 
1983 besökte hon en antikmässa och blev då utelåst från residenset. Då träffade hon sin man, Niles Crane. De gifte sig 1986. År 1993 hjälpte Maris och Niles Frasier att anlita Daphne Moon - också från TV-serien Frasier - för att ta hand om Frasiers och Niles pappa. 